# Karl Thudichum
Karl Friedrich Wilhelm Thudichum (* 3. Juli 1833 in Büdingen; † 
22. Februar 1914 in Genf) war ein deutscher Pädagoge und Inhaber der Institution Thudichum (früher Roediger) genannt La Châtelaine zu Genf.

## Leben
Thudichum war Sohn des Sophoklesübersetzers und Gymnasialdirektors Georg Thudichum des Wolfgang-Ernst-Gymnasiums in Büdingen. Sein Bruder Ludwig Thudichum begründete die Neurochemie, ein weiterer Bruder Friedrich von Thudichum war Professor der Rechte in Tübingen. Er war Schwager des Historikers Ferdinand Lotheissen.
Thudichum heiratete am 1. November 1858 Antonie Roediger (1838–1916), Tochter des Internatsleiters Achilles Roediger. Thudichum war Inhaber des internationalen Internats La Châtelaine für Jungen in Genf, das er von seinem Schwiegervater Achilles Roediger übernahm.